# بازی‌های آسیایی ۱۹۹۰
بازی‌های آسیایی ۱۹۹۰ که همچنین با عناوین یازدهمین دوره بازی‌های آسیایی و آسیاد XI (به چینی: 第十一届亚洲运动会) شناخته می‌شود، از ۲۲ سپتامبر تا ۷ اکتبر ۱۹۹۰ در پکن، چین برگزار شد. این نخستین باری بود که بازی‌های آسیایی در کشور چین برگزار می‌شد.
این مسابقات با حضور ۶٬۱۲۲ ورزشکار از ۳۶ کشور آسیا در ۲۷ رشته ورزشی انجام شد.
این بازی‌ها باعث توسعه بیشتر چین در عرصه ورزش بود، چرا که بعد از آن، این کشور در سال ۱۹۹۳ برای میزبانی المپیک تابستانی ۲۰۰۰ تلاش کرد (که رقابت برای میزبانی را به سیدنی باخت) و در نهایت در سال ۲۰۰۱ میلادی برنده رقابت برای میزبانی المپیک تابستانی ۲۰۰۸ شد. در این بازی‌ها، چین حاکم بلامنازع بود و توانست ۶۰ درصد از مدال‌های طلا و ۳۴ درصد از کل مدال‌ها را به‌دست‌آورد.
این نخستین مشارکت تایوانی‌ها در بازی‌های آسیایی با عنوان چین تایپه بود.

## انتخاب شهر میزبان
در سال ۱۹۸۳، دو شهر آسیا علاقه خود را برای میزبانی بازی‌های آسیایی ۱۹۹۰ نشان دادند، یکی پکن، چین و دیگری هیروشیما، ژاپن. جلسه شورای المپیک آسیا در سال ۱۹۸۳ برگزار شد. در آن نشست نام این دو شهر به عنوان نامزدهای کسب میزبانی بازی‌های آسیایی ۱۹۹۰ مطرح شد. این جلسه سال بعد در سئول، برای ارزیابی میزان آمادگی این شهر برای میزبانی بازی‌های آسیایی آینده و همچنین میزبانی بازی‌های المپیک تابستانی ۱۹۸۸ تکرار شد. در این نشست، در طی یک رای‌گیری، پکن مجوز میزبانی بازی‌های ۱۹۹۰ را به دست آورد، این در حالی بود که هیروشیما با ارائه یک برنامه عالی و از نظر فنی در سطح بالا، به عنوان میزبان بازی‌های آسیایی ۱۹۹۴ انتخاب شد.
برای پیروزی در این رقابت، باید حداقل ۳۴ رای کسب می‌شد.
| نتیجه رای‌گیری برای انتخاب میزبان بازی‌های آسیایی ۱۹۹۰ | نتیجه رای‌گیری برای انتخاب میزبان بازی‌های آسیایی ۱۹۹۰ | نتیجه رای‌گیری برای انتخاب میزبان بازی‌های آسیایی ۱۹۹۰ | نتیجه رای‌گیری برای انتخاب میزبان بازی‌های آسیایی ۱۹۹۰ |
| شهر                                                  | کشور                                                 | رای‌ها                                                |                                                      |
| ---------------------------------------------------- | ---------------------------------------------------- | ---------------------------------------------------- | ---------------------------------------------------- |
| پکن                                                  | چین                                                  | ۴۴                                                   |                                                      |
| هیروشیما                                             | ژاپن                                                 | ۲۳                                                   |                                                      |

## تمبر
برای بزرگداشت یازدهمین دوره بازی‌های آسیایی سه مجموعه تمبر در سال‌های ۱۹۸۸، ۱۹۸۹ و ۱۹۹۰ طراحی و منتشر شد.

## عروسک بازی‌ها

عروسک بازی‌های آسیایی ۱۹۹۰ با نام "PanPan"

عروسک رسمی بازی‌های آسیایی ۱۹۹۰، با عنوان پان‌پان، یک پاندا بود.

## کشوهای شرکت‌کننده
کشور عراق به دلیل وقوع جنگ خلیج فارس و کشته شدن فهد الأحمد الجابر الصباح، رئیس کویتی شورای المپیک آسیا در جریان این جنگ، از سوی شورای المپیک آسیا تحریم و از حضور در این بازی‌ها محروم شد. این عدم حضور تا سال ۲۰۰۶ ادامه داشت و عراق در بازی‌های آسیایی ۲۰۰۶ دوحه پس چهار دوره غیبت در بازی‌ها حاضر شد.
| - افغانستان - بحرین - بنگلادش - بوتان - برونئی - چین - چین تایپه - هنگ کنگ - هند - اندونزی - ایران - ژاپن | - کویت - لائوس - لبنان - ماکائو - مالزی - مالدیو - مغولستان - میانمار - نپال - کره شمالی - عمان - پاکستان | - فلسطین - فیلیپین - قطر - عربستان سعودی - سنگاپور - کره جنوبی - سری‌لانکا - سوریه - تایلند - امارات متحده عربی - ویتنام - یمن |

## ورزش‌ها
| - تیراندازی با کمان - دو و میدانی - بدمینتون - بسکتبال - بوکس - کانوئینگ - دوچرخه‌سواری - شیرجه - شمشیربازی - هاکی روی چمن | - فوتبال - گلف - ژیمناستیک - هندبال - جودو - کبدی - روئینگ - قایقرانی بادبانی - سپک تاکرا - تیراندازی | - سافت‌بال - شنا - تنیس روی میز - تنیس - والیبال - واترپلو - وزنه‌برداری - کشتی - ووشو |  |

- - رشته‌های غیررسمی

| - بیسبال - سافت تنیس |

## جدول مدال‌ها
*   کشور میزبان (چین)
| رتبه            | کشور                | طلا | نقره | برنز | مجموع |
| --------------- | ------------------- | --- | ---- | ---- | ----- |
| ۱               | چین (CHN)*          | ۱۸۳ | ۱۰۷  | ۵۱   | ۳۴۱   |
| ۲               | کره جنوبی (KOR)     | ۵۴  | ۵۴   | ۷۳   | ۱۸۱   |
| ۳               | ژاپن (JPN)          | ۳۸  | ۶۰   | ۷۶   | ۱۷۴   |
| ۴               | کره شمالی (PRK)     | ۱۲  | ۳۱   | ۳۹   | ۸۲    |
| ۵               | ایران (IRI)         | ۴   | ۶    | ۸    | ۱۸    |
| ۶               | پاکستان (PAK)       | ۴   | ۱    | ۷    | ۱۲    |
| ۷               | اندونزی (INA)       | ۳   | ۶    | ۲۱   | ۳۰    |
| ۸               | قطر (QAT)           | ۳   | ۲    | ۱    | ۶     |
| ۹               | تایلند (THA)        | ۲   | ۷    | ۸    | ۱۷    |
| ۱۰              | مالزی (MAS)         | ۲   | ۲    | ۴    | ۸     |
| ۱۱              | هند (IND)           | ۱   | ۸    | ۱۴   | ۲۳    |
| ۱۲              | مغولستان (MGL)      | ۱   | ۷    | ۹    | ۱۷    |
| ۱۳              | فیلیپین (PHI)       | ۱   | ۲    | ۷    | ۱۰    |
| ۱۴              | سوریه (SYR)         | ۱   | ۰    | ۲    | ۳     |
| ۱۵              | عمان (OMA)          | ۱   | ۰    | ۰    | ۱     |
| ۱۶              | چین تایپه (TPE)     | ۰   | ۱۰   | ۲۱   | ۳۱    |
| ۱۷              | هنگ کنگ (HKG)       | ۰   | ۲    | ۵    | ۷     |
| ۱۸              | سری‌لانکا (SRI)      | ۰   | ۲    | ۱    | ۳     |
| ۱۹              | سنگاپور (SGP)       | ۰   | ۱    | ۴    | ۵     |
| ۲۰              | بنگلادش (BAN)       | ۰   | ۱    | ۰    | ۱     |
| ۲۱              | میانمار (MYA)       | ۰   | ۰    | ۲    | ۲     |
| ۲۲              | عربستان سعودی (KSA) | ۰   | ۰    | ۱    | ۱     |
| ۲۲              | لائوس (LAO)         | ۰   | ۰    | ۱    | ۱     |
| ۲۲              | ماکائو (MAC)        | ۰   | ۰    | ۱    | ۱     |
| ۲۲              | نپال (NEP)          | ۰   | ۰    | ۱    | ۱     |
| مجموع (۲۵ کشور) | مجموع (۲۵ کشور)     | ۳۱۰ | ۳۰۹  | ۳۵۷  | ۹۷۶   |